# 巴拉班卡
45°45′54″N 29°51′12″E / 45.76500°N 29.85333°E
巴拉班卡（烏克蘭語：Балабанка）是位於烏克蘭西南部的村莊，由敖德萨州裡比爾霍羅德-德涅斯特羅夫斯基區的迪維濟亞市鎮負責管轄。該村始建於1871年，面積0.84平方公里，海拔高度2米，2001年人口159，人口密度每平方公里189.29人。